# Missanello
Missanello est une commune italienne de moins de 1 000 habitants, située dans la province de Potenza, dans la région Basilicate, en Italie méridionale.

## Blason
Le blason de Missanello est constitué d'un écu  aux cinq losanges d'argent sur fond d'azur.

## Géographie
La commune se trouve dans la Vallée de l'Agri. Elle se situe à environ 650 m d'altitude. Le territoire de la commune est essentiellement constitué de collines.

## Histoire
Dans la seconde moitié du XIe siècle, Missanello devient le fief d'un aventurier normand nommé Osmond (Osmundus de Messanello), connu notamment par la souscription qu'il apporte à un acte de 1077 en faveur de l'abbaye de la Trinité de Venosa.

## Administration
| Période                                  | Période  | Identité       | Étiquette                            | Qualité |
| ---------------------------------------- | -------- | -------------- | ------------------------------------ | ------- |
| 14 juin 2004                             | En cours | Senatro Vivoli | Democrazia è Libertà - la Margherita |         |
| Les données manquantes sont à compléter. |          |                |                                      |         |

### Communes limitrophes
Aliano, Gallicchio, Gorgoglione, Guardia Perticara,  Roccanova